# Estádio Alfredo de Castilho
O Estádio Doutor Alfredo de Castilho, ou vulgarmente conhecido como Alfredão, é o estádio onde o Esporte Clube Noroeste realiza seu mando em jogos oficiais. Alfredo de Castilho foi diretor da Estrada de Ferro Noroeste do Brasil entre maio de 1925, nomeado pelo presidente Artur Bernardes, e 1929 e de 1934 até março de 1937. Alfredo de Castilho, faleceu em 1947.

## História
O estádio Alfredo de Castilho é inaugurado em 1º de agosto de 1935, com um jogo entre o Norusca e o Campinas FC., com placar final de derrota noroestina pela contagem mínima. 
O maior susto da história do Noroeste ocorreu no dia 23 de novembro de 1958. A partida era contra o São Paulo de Poy, Mauro Ramos de Oliveira e Dino Sani, no Estádio Alfredo de Castilho, aos 25 minutos do primeiro tempo, a geral está em chamas. O incêndio consumiu as populares do estádio e causou pânico no público presente. O fogo ainda atingiu algumas casas, que ficavam nas proximidades. Cinco pessoas ficaram feridas. 
Quanto ao jogo, ele foi retomado em 9 de dezembro, no campo do Bauru Atlético Clube, e o resultado final foi 3 a 1 para o Tricolor paulista.     
Posteriormente, depois de obras realizadas, com o empenho dos ferroviários e da população de Bauru um novo o estádio foi construído no mesmo local e reinaugurado em 5 de junho de 1960, quando o Norusca voltou a mandar seus jogos em sua casa novamente. No jogo houve vitória do alvi-rubro sobre o Palmeiras por 3 a 2. Só que o estádio agora era tinha outro nome: Ubaldo de Medeiros.
O novo estádio só voltaria a se chamar Alfredo de Castilho em 1964, com o Golpe Militar. Explica-se: Medeiros tinha sido partidário do Governo João Goulart. Oficialmente, alegou-se que não se poderia dar nomes de pessoas vivas a obras públicas. 
O Alfredão tem um dos melhores sistemas de absorção de água do país, assim nos dias mais chuvosos o gramado continua impecável para a prática esportiva. Após pinturas e reformas o estádio se mantém com uma infraestrutura invejável.[carece de fontes?]
Nos últimos anos não tem recebidos grandes públicos, com exceção do jogo Santos x Oeste em 31 de março de 2013 com público de 12.592.

## Dados do complexo
O complexo esportivo "Doutor Alfredo de Castilho" está localizado em sede própria numa área de 72.600 m² que abriga além do estádio com capacidade para 18.866 pessoas, espaço para concentração, campos de treinamentos, piscinas, restaurante, quadra poliesportiva coberta, ginásio Panela de Pressão, secretarias, administração, loja oficial com produtos licenciados e uma emissora de rádio AM, a 710 Jovem Pan Sat que opera em caráter comercial com uma equipe de esportes que traz em primeira mão todas as notícias sobre o Esporte Clube Noroeste, além de transmitir todos os jogos do time ao vivo. As dimensões atuais do gramado são de 105 x 68 m, e já teve capacidade de 18.840 pessoas anteriormente.